# Рюстем паша (квартал на Истанбул)
„Рюстем паша“ (на турски: Rüstempaşa) е квартал на Истанбул, разположен в градска околия Фатих. Общата му площ е 0,10 км2. Според данни на Адресната система за регистриране на населението (ABPRS) към 2024 г. населението на „Рюстем паша“ е 23 жители.